# Deutsche Schwimmmeisterschaften 1947
Die 59. Deutschen Meisterschaften im Schwimmen fanden am 3. und 4. August 1947 im Stadionbad in Frankfurt am Main statt. Es waren die ersten deutschen Schwimmmeisterschaften nach dem Zweiten Weltkrieg. An den Meisterschaften nahmen auch die Schwimmer aus der sowjetischen Besatzungszone teil. Aufgrund dessen galt sie auch als Interzonenmeisterschaften. Erst durch die Wiedervereinigung im Jahr 1990 gab es wieder gesamtdeutsche Schwimmmeisterschaften (seit den Deutschen Schwimmmeisterschaften 1990 in München).
| Disziplin      | Männer                | Männer           | Männer | Frauen               | Frauen             | Frauen |
| Disziplin      | Name                  | Verein           | Zeit   | Name                 | Verein             | Zeit   |
| -------------- | --------------------- | ---------------- | ------ | -------------------- | ------------------ | ------ |
| 100 m Freistil | Heinz-Günther Lehmann | MTV Braunschweig |        | Ursula Oberstein     | VfvS München       |        |
| 200 m Freistil | Heinz-Günther Lehmann | MTV Braunschweig |        |                      |                    |        |
| 400 m Freistil | Heinz-Günther Lehmann | MTV Braunschweig |        |                      |                    |        |
| 100 m Brust    | Walter Klinge         | Halberstadt      |        | Ruth Henschel-Müller | Cuxhaven           |        |
| 200 m Brust    | Walter Klinge         | Halberstadt      |        | Inge Schmidt         | Turnerbund Hamburg |        |
| 100 m Rücken   | Günther Kaross        | Frankfurter SC   |        | Gertrud Herrbruck    | SV Pirmasens       |        |